# M/S Stockholm (1948)

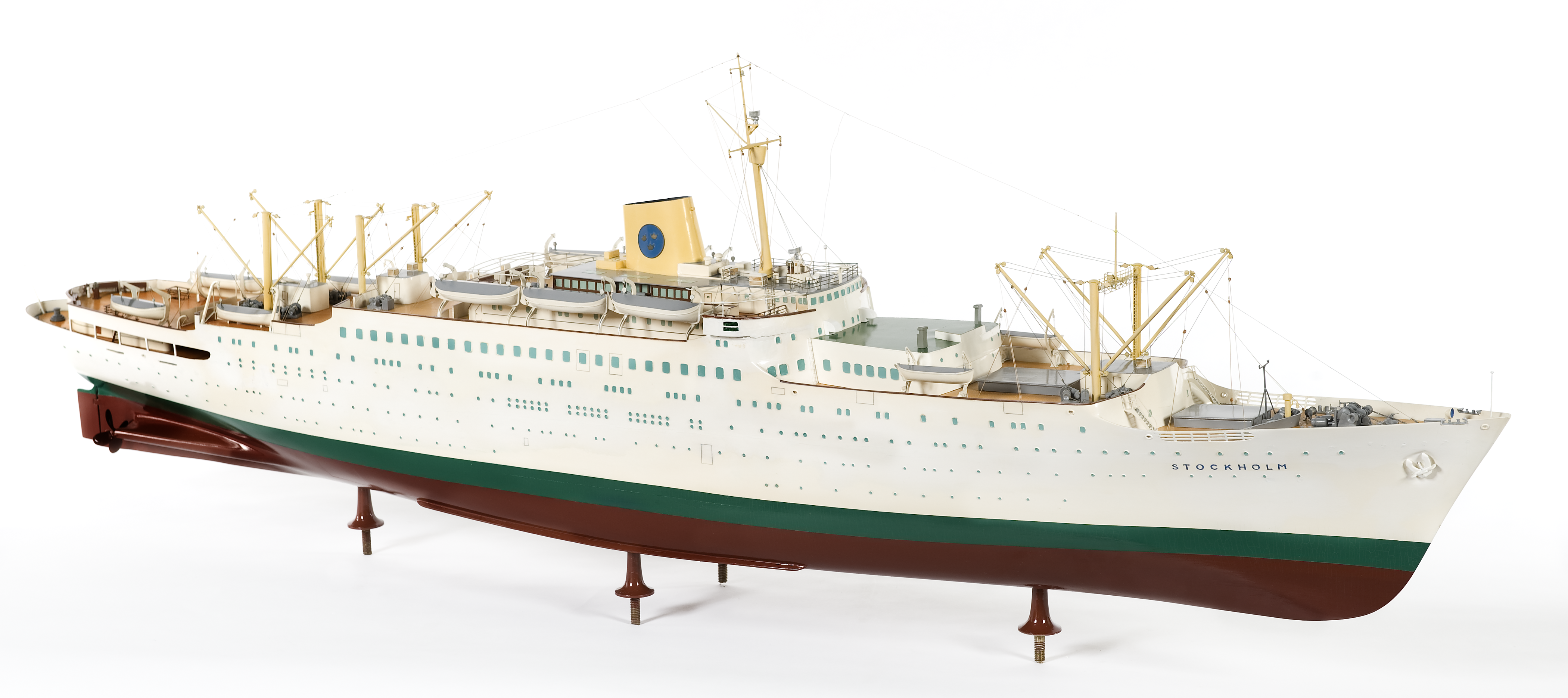
Modell av M/S Stockholm på Sjöhistoriska Museet.

M/S Stockholm var namnet på flera olika passagerarfartyg inom Svenska Amerika Linien (SAL). Denna artikel behandlar det fjärde av dessa, ett fartyg som byggdes på Götaverken i Göteborg 1948. Fartyget har bytt namn ett stort antal gånger och är sedan 2016 känt som Astoria, och är världens äldsta kryssningsfartyg, som gör sin sista tur under hösten 2020. 1956 kolliderade det med den italienska atlantångaren Andrea Doria, vilken därefter sjönk.

## Historik
Fartyget byggdes på Götaverken 1948, och gjorde sin jungfrutur samma år, med befälhavare kapten John Nordlander, SAL:s flaggskeppare.

### Kollisionen med Andrea Doria
Fartygets namn blev internationellt välkänt sedan det på natten den 25 juli 1956 kolliderat med den italienska atlantångaren Andrea Doria utanför Nantucket, som sjönk och 51 passagerare och 5 besättningsmän omkom.
Det var tjock dimma och när de båda fartygen uppmärksammade varandra låg de nära varandra och på kollisionskurs. Stockholm:s befälhavare, kapten Gunnar Nordenson, frikändes från skuld eftersom Andrea Dorias kapten Piero Calamai gav order om att gira babord vid mötet, när han enligt standard skulle girat styrbord. Efter kollisionen sinkades Stockholm på grund av att ett ankare lösgjorts och förankrat henne. Efter att man fått upp ankaret räddades 327 passagerare och 245 i besättningen.

### Under olika rederier från 1959
Stockholm såldes till Östtyskland maj 1959 och bytte januari 1960 namn till Völkerfreundschaft. I augusti 1960 grundstötte Völkerfreundschaft innanför Sandhamn.
Efter 1985 var fartyget några år i England och som flyktingförläggning i Oslo. 1992 såldes fartyget till Italien och genomgick en omfattande ombyggnad. Hon döptes då till Italia I, senare Italia Prima, och efter det till Valtur Prima, hamnade på Kuba, och lades upp där 2001. Hon köptes av Festival Cruise Line 2002 och döptes om till Caribe. Hon blev 2005 omdöpt till Athena, och registrerad i Portugal.
Tidigt 2013 köptes Athena av det nybildade Portuscale Cruises och döptes om till Azores. Hon togs till varv i Marseille för en omfattande renovering för att segla tillsammans med andra klassiska kryssningsfartyg i mars 2014 från Lissabon till Bremerhaven och Genua.
Hon gick sina sista tre turer som Astoria för Cruise & Maritime Voyages från Storbritannien till Norge hösten 2020.

## Namn
- 1948–1960: Stockholm
- 1960–1985: Völkerfreundschaft
- 1985–1986: Volker
- 1986–1993: Fridtjof Nansen
- 1993–1994: Italia I
- 1994–1998: Italia Prima
- 1998–2002: Valtur Prima
- 2002–2005: Caribe
- 2005–2012: Athena
- 2013–2016: Azores
- 2016–: Astoria